# Amago Okihisa
Amago Okihisa (尼子 興久?; 1497 – 1534) fu il terzo figlio di Amago Tsunehisa. Il suo nome da bambino fu Hikoshirō (彦四郎?). Si fece chiamare anche En'ya Okihisa (塩冶 興久?) per il dominio che governava.

## Biografia
Ricevette la regione di Enya, nella parte orientale di Izumo e usò il Monte Yōgai per costruire il proprio il suo castello. Come suo fratello maggiore Kunihisa, era un abile guerriero. Non soddisfatto delle dimensioni del suo dominio, chiese altri 700 Kan oltre ai 3000 che già possedeva. Sollevò una rivolta contro Tsunehisa nel 1532 sospettando che Kamei Hidetsuna, uno dei principali consiglieri di Tsunehisa, avesse pianificato contro di lui. Il clan Amago si divise in due e Kamei Toshitsuna, il fratello minore di Hidetsuna, morì combattendo per Okihisa. Fu cacciato da Enya e fuggì. Nel 1534 commise seppuku rendendosi conto che non sarebbe mai stato in grado di tornare al clan.